# Motel 2.
A Motel 2. (eredeti cím: Hostel: Part II) 2007-ben bemutatott amerikai horrorfilm, melynek forgatókönyvírója és rendezője Eli Roth, a főszerepben Lauren German, Roger Bart, Heather Matarazzo, Bijou Phillips és Richard Burgi látható, Jay Hernandez pedig egy rövid időre visszatér az első filmből ismert szerepébe. Ez a folytatása a 2005-ös Motel című filmnek.
A 2005-ös Motel rendkívüli bevételei után Roth egy folytatást tervezett, amely közvetlenül az első film eseményei után játszódik, és három női főszereplőt is bevont, hogy "feljebb emelje a tétet". A forgatás 2006 őszén zajlott Prágában a Barrandov stúdióban, a további felvételek Izlandon és Szlovákiában zajlottak. A számos országban a moziforgalmazástól eltiltott Motel 2. világpremierje 2007. június 6-án volt a New York-i Museum of the Moving Image-ben, és két nappal később, június 8-án került az Egyesült Államok mozijaiba.
A film kevesebbet keresett a kasszáknál, mint elődje: 17 millió dollárt hozott a mozikban az Egyesült Államokban, míg az eredeti 19 milliót csak a nyitóhétvégén. A mozibemutató előtt a film egy példánya kiszivárgott az internetre, és egy akkori kiadvány azt állította, hogy ez volt "minden idők legtöbbet kalózkodott filmje", ami Roth szerint szerepet játszott a film bevételeinek csökkenésében.
Három amerikai művészhallgató Rómába utazik, akiket egy szlovák faluba irányítanak, ahol elrabolják őket, és egy olyan létesítménybe viszik, amelyben gazdag ügyfelek fizetnek azért, hogy szegény embereket kínozzanak és öljenek meg.

## Cselekmény
Az előző film eseményeit követően, a poszttraumás stressz szindrómában szenvedő Paxton visszavonultan él az ő Stephanie nevű barátnőjével. Egy veszekedés során, melyben Stephanie Paxton paranoiáját túlzónak és elviselhetetlennek minősíti, reggelre a nő megtalálja párja fej nélküli holttestét a konyhában. Egy címnélküli dobozt, Paxton levágott fejével elküldik az „Elite Vadászat” főnökének, Sashának.
Az olaszországi Rómában három amerikai művészettan-hallgatót, Beth-t, Whitney-t és Lornát meggyőzi az általuk lerajzolt meztelen modell Axelle, hogy csatlakozzanak hozzá egy szlovákiai luxus gyógyfürdőben töltött vakációra. Négyen bejelentkeznek az ott lévő Motelbe, ahol a recepciós titokban feltölti útlevélképüket egy aukciós weboldalra. Az amerikai üzletember, Todd és legjobb barátja, Stuart nyeri meg a licitet Whitneyre és Bethre. Ezután Szlovákiába utaznak.
Később, még aznap este, a falu szüreti fesztiválján Lorna megtudja, hogy Beth hatalmas vagyont örökölt az édesanyjától. Stuart és Todd részt vesznek a fesztiválon; Todd megjegyzi, hogy Beth "ugyanúgy néz ki, mint ő", Stuart pedig odamegy Bethhez, és kettejük között barátságos, bár furcsa beszélgetés alakul ki. Közben Lornát Roman, a helyi férfi meghívja egy hajókirándulásra. Eldugott helyen, a folyón lefelé Roman elrabolja Lornát. Axelle önként vállalkozik arra, hogy várakozzon, míg Lorna, Beth és Whitney elhagyja a fesztivált.
Lorna meztelenül és fejjel lefelé felakasztva ébred egy fürdőkád fölött. Ismeretlen nő lép be a szobába, és a kaszájával vágdosni kezdi, hogy a fürdőkádban összegyűjtse a vérét. Ezután megfürdik a vérben, mielőtt elvágja Lorna torkát. Eközben Beth, Whitney, Axelle és egy helyi férfi, Miroslav elmennek az egyik gyógyfürdőbe pihenni. Beth elbóbiskol, és egyedül, a holmijai nélkül ébred. Miközben a barátait keresi, több férfi üldözőbe veszi, és elmenekül a fürdőből. Az erdőben erőszakos cigány utcagyerekekből álló banda támadja meg, de Sasha és Axelle megmenti; Sasha büntetésből kivégzi az egyik fiút.
Később Sasha távoli kúriájában Beth szembesül a korábbi férfiakkal, és rájön, hogy a férfiak kapcsolatban állnak Sashával és Axelle-lel. Rejtekhelyet keresve felfedez egy szobát, amely tele van emberi trófeafejekkel (az egyik Paxtoné). Beth-t elfogják, és egy elhagyatott gyárba viszik, ahol megkötözik és szobába zárják.
Beth-hez hamarosan csatlakozik Stuart, akinek meg kellett volna ölnie őt; kiderül, hogy Todd, aki gazdag, fizetett Beth-ért Stuartnak. Stuart úgy tűnik, meggondolja magát, eloldozza Beth-t, elmagyarázza a helyzetet, és azt mondja, hogy ő "nem olyan fickó". Beth az ajtóhoz megy, hogy megpróbáljon távozni, de valaki leüti.
Egy másik szobában Todd motoros fűrésszel terrorizálja Whitney-t, majd véletlenül megskalpolja a nőt, anélkül, hogy megölné. Todd elborzadva próbál távozni, de közlik vele, hogy meg kell ölnie Whitney-t ahhoz, hogy távozhasson. Miután Todd megtagadja, az őrök több kutyát engednek szabadon, amelyek halálra marcangolják.
Eközben Stuart, aki kiütötte Beth-t, teljesen meggondolta magát, és kiderül, hogy pszichopata, most Beth kínzására és megölésére szánja el magát. Kiderül, hogy Beth rendkívül hasonlít Stuart feleségére, akit Stuart gyűlöl, de nem ölheti meg, mert az törvényellenes, és ő lenne az első számú gyanúsított. Stuart ezután elkezdi kínozni Beth-t.
Mivel Todd már halott, az Elit Vadászklub felajánlja a megcsonkított Whitney-t a többi ügyfélnek, hogy öljék meg, köztük egy öreg olaszt, aki élve felfalja Miroslavot. Stuart, miután megtudja Todd halálát, megmutatja Bethnek a megcsonkított Whitney képeit, hogy megijessze, majd elfogadja a klub ajánlatát, otthagyja Beth-t, és lefejezi Whitney-t.
Amikor Stuart visszatér, Beth elcsábítja, hogy eloldozza a széktől. Stuart megpróbálja megerőszakolni, de a nő leküzdi, és a székhez láncolja. Sasha és az őrök megérkeznek a cellájához. Beth felajánlja, hogy az örökségének egy részével megvásárolja a szabadságát, és bár Stuart megpróbálja túllicitálni, Sasha elárulja, hogy tudja, Stuart nem engedheti meg ezt magának. Sasha közli vele, hogy a távozáshoz neki is meg kell ölnie valakit. Amikor Stuart sértegeti Beth-t, a nő levágja a nemi szervét, és hagyja elvérezni. Elégedetten Sasha egy Elit Vadász tetoválást ad Bethnek, amivel hivatalosan is taggá válik.
Aznap este Axelle-t a cigány utcagyerekek az erdőbe csalják, ahol Beth rajtaüt és lefejezi. Nem sokkal később a gyerekek elkezdenek focizni Axelle levágott fejével.

## Szereplők
- Lauren German – Beth Salinger
- Bijou Phillips – Whitney Swerling
- Heather Matarazzo – Lorna Weisenfreund
- Roger Bart – Stuart
- Richard Burgi – Todd
- Vera Jordanova – Axelle
- Milan Kňažko – Sasha Rassimov
- Sztanyiszlav Ianevszkij – Miroszláv
- Milda Havlas – Jedi, az ügyintéző
- Jay Hernandez – Paxton
- Jordan Ladd – Stephanie
- Roman Janecka – Roman
- Monika Malacova – Mrs. Bathory
- Zuzana Geislerová – Inya
- Patrick Zigo – Bubblegum bandavezér
- Luc Merenda – olasz nyomozó
- Edwige Fenech – a művészeti osztály professzora
- Ivan Furak – nagy őr
- Lillian Malkina – sminkesnő
- Ruggero Deodato – Olasz kannibál[3]

## Díjak
A filmet két Arany Málna díjra jelölték a "Legrosszabb horrorfilm" és a "Legrosszabb előzmény vagy folytatás" kategóriában, de mindkettőt elvesztette a Tudom, ki ölt meg és a Oviapu 2. ellen. Heather Matarazzót a 2007-es Fright Meter Awards-on a legjobb női mellékszereplőnek jelölték.

## Kapcsolódó filmek
A film az első Motel (2005) eseményeit követően játszódik. 2008 júniusában bejelentették, hogy Scott Spiegel, a Motel és a Motel 2. egyik producere tárgyalásokat folytat a sorozat harmadik filmjének megírásáról és rendezéséről. 2009 júliusában Eli Roth megerősítette, hogy nem ő rendezi a Motel 3.-at. Az előző részekkel ellentétben a film az Egyesült Államokban, a nevadai Las Vegasban játszódik. A Motel 3. 2011. december 27-én jelent meg közvetlenül DVD-n az Egyesült Államokban.

## Fordítás
- Ez a szócikk részben vagy egészben  a   Hostel: Part II című angol Wikipédia-szócikk fordításán alapul.  Az eredeti cikk szerkesztőit annak laptörténete sorolja fel. Ez a jelzés csupán a megfogalmazás eredetét és a szerzői jogokat jelzi, nem szolgál a cikkben szereplő információk forrásmegjelöléseként.